# سیستم (فوتبال)

نمایی از سیستم ۲–۴–۴ در زمین فوتبال

سیستم فوتبال (به انگلیسی: Football Formation) به تاکتیک‌هایی که سرمربی برای بازی تیم در نظر می‌گیرد و بازیکنان مطابق این تاکتیک‌ها در زمین چیده می‌شوند، می‌گویند که به‌نوعی همان ساختار تیم است. دروازه‌بان یک پست ثابت‌است و در سیستم جایی ندارد و ده بازیکن دیگر در این سیستم در زمین چیده می‌شوند. از جملهٔ این سیستم‌ها می‌توان به ۲–۴–۴، ۱–۱–۴–۴، ۱–۵–۴، ۳–۳–۴ و ۲–۳–۵ اشاره‌نمود. سیستم ۲–۴–۴ یکی از رایج‌ترین سیستم‌های فوتبال است که در انگلستان بسیار کاربرد دارد و از ۴ مدافع، ۴ هافبک و ۲ مهاجم تشکیل شده‌است. سیستم ۱–۱–۴–۴ چنانچه از نامش پیداست، گیج‌کننده نیست. در این سیستم، چهار مدافع و چهار هافبک بازی می‌کنند و مهاجم دوم پشت مهاجم اصلی قراردارد. سیستم ۱–۵–۴ را به‌طور سنتی تیم‌های اروپایی در لیگ‌های برتر خودشان به‌کار می‌گیرند. این سیستم از چهار مدافع، پنج هافبک و یک مهاجم تشکیل شده‌است. سیستم ۳–۳–۴ یک سیستم کاملاً هجومی است. این سیستم از چهار مدافع، سه هافبک و سه مهاجم تشکیل می‌شود و علاوه بر حمله‌کردن با سه مهاجم، خط هافبکی قوی و نیرومند را دارا می‌باشد. سیستم ۲–۳–۵ نیز تاچند سال پیش به یک سیستم محبوب تبدیل‌شده و به‌خوبی امکان جابه‌جایی مهاجمان و مدافعان را فراهم می‌کند. این سیستم همان‌طور که از نامش پیداست، از پنج مدافع، سه هافبک و دو مهاجم تشکیل شده‌است.

## نگارخانه

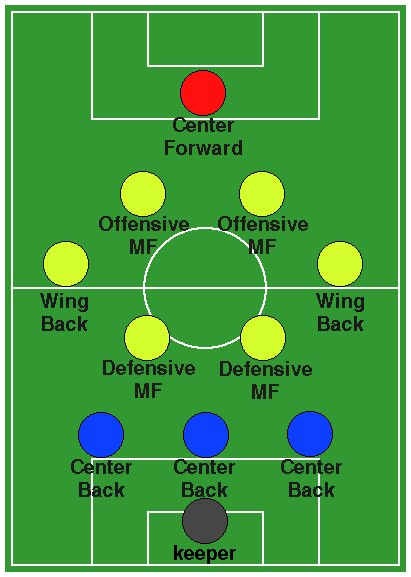